# Jack Doan
Jack Daniel Doan, noto semplicemente come Jack Doan (Danville, 12 giugno 1972), è un ex arbitro di wrestling statunitense.
È principalmente ricordato per i suoi trascorsi nella World Wrestling Federation tra il 1990 e il 2013.

## Carriera
Jack Doan è stato assunto dalla World Wrestling Federation nell'estate del 1990, venendo allenato da Earl Hebner; dopo alcuni mesi da aiutante nel backstage, è diventato un arbitro a tempo pieno.
Nel marzo del 2013 è stato licenziato dopo oltre vent'anni di permanenza.